# Сербер, Роберт
Роберт Сербер (14 марта 1909 года — 1 июня 1997 года) — американский физик, участвовавший в Манхэттенском проекте.

## Биография
Роберт Сербер родился в Филадельфии. Получил степень бакалавра по физике в 1930 году, и степень доктора философии в университете Висконсина-Мэдисона под руководством Джона Ван Флека в 1934 году. После этого собирался работать в Принстонском университете вместе с Юджином Вигнером, но этим планам не суждено было сбыться. Он начал работать в Калифорнийском университете в Беркли вместе с Робертом Оппенгеймером (и вместе с ним одновременно работал в Калифорнийском технологическом институте). В 1938 году Сербер перешёл на работу в Иллинойсский университет в Урбане и Шампейне, где и оставался до момента, когда его завербовали для участия в Манхэттенском проекте. Позже он стал профессором и главой физического факультета в Колумбийском университете.

## Участие в Манхэттенском проекте
Он был завербован для участия в Манхэттенском проекте в 1941 году и работал в отделе проект Альберта, отвечавшем за доставку и сброс атомных бомб. Когда Лос-Аламосская национальная лаборатория только формировалась, Робертом Оппенгеймером было принято решение не делить инженерный персонал по уровням доступа к информации. Это повысило эффективность работы учёных при решении общих для разных отделов задач и дало представление всем о важности разрабатываемого проекта. Сербер подготовил серию лекций, объясняющих основные принципы и цели проекта. Эти лекции были напечатаны, и ими снабжался каждый вновь прибывающий учёный (см.). Сербер разработал первую полную теорию гидродинамики ядерного взрыва. Также он дал кодовые имена для всех трёх разрабатываемых бомб: Малыша, Худыша и Толстяка. Имена были основаны на внешнем виде разрабатываемых «устройств». «Худой» должен был стать очень тонкой длинной бомбой, а название происходило от романа «Худой» и фильмов на его основе. «Толстяк» был назван в честь персонажа Сидни Гринстрита в фильме «Мальтийский сокол». «Малыш» был последним проектом и технологически противопоставлялся Худому (тот же принцип подрыва, но с использованием урана вместо плутония в Худом). Эта история, рассказанная самим Сербером, противоречит популярной истории, что бомбы были названы в честь Черчилля и Рузвельта.
Сербер должен был лететь в качестве оператора на самолёте с аппаратурой при бомбардировке Нагасаки, но капитан самолёта оставил его на земле после того, как обнаружил, что Сербер забыл надеть парашют. Это произошло неожиданно и уже на взлётно-посадочной полосе. При этом Сербер был единственным членом экипажа, который умел обращаться с высокоскоростной камерой, поэтому функцию оператора пришлось взять на себя самому капитану, которого инструктировали по радио.
Также Сербер находился в составе первой американской команды, которая появилась в Хиросиме и Нагасаки после их бомбардировки.

## После Манхэттенского проекта
В 1947 году на него было совершено покушение антикоммунистом Джеймсом Хинесом. А в 1948 году ему пришлось защищаться от анонимных обвинений, апеллировавших к социалистическим взглядом семьи его жены Шарлотты и тому факту, что он пытался избавиться от политики в обсуждении теории ядерных взрывов.